# Mégevette
Mégevette es una comuna y localidad francesa situada en la región Ródano-Alpes, en el departamento de Alta Saboya, en el distrito de Bonneville.

## Geografía
La comuna está situada a 8 km al norte de Sant-Jeoire, en el valle del Risse.

## Demografía
{
| 438 | 357 | 298 | 277 | 321 | 364 |
| Para los censos de 1962 a 1999 la población legal corresponde a la población sin duplicidades (Fuente: INSEE [Consultar]) |     |     |     |     |     |

## Lista de alcaldes
- 2001-2008: Claudette Felisaz
- 2008-actualidad: Etienne Grivaz